# Engels (Russia)
Engels (in russo Энгельс?, Ėngel's) è una città della Russia sudoccidentale, nell'oblast' di Saratov; è situata sulla sinistra del Volga, di fronte alla città di Saratov, alla quale è collegata per mezzo del ponte Saratovskij.

## Storia
Fondata nel 1747 dai cosacchi ucraini con il nome di Pokrovsk, venne ribattezzata nel 1931 con il nome di Engels in onore di Friedrich Engels, filosofo comunista, compagno di Marx e coautore del Manifesto del Partito Comunista. Nel 1918, quando si costituì in Unione Sovietica la Repubblica Socialista Sovietica Autonoma Tedesca del Volga, Engels ne diventò capitale; la sua popolazione, così come quella di Saratov, era formata all'epoca prevalentemente da tedeschi del Volga. Nel 1941, dopo l'invasione tedesca dell'Unione Sovietica, la repubblica autonoma della quale era capitale fu abolita e la maggioranza tedesca di Engels fu deportata in Siberia e nell'Asia centrale.
Nel 1961, nei pressi di Engels, atterrò il cosmonauta Jurij Gagarin dopo aver compiuto il primo volo umano nello spazio; il 12 aprile 2021, nel 60º anniversario di questo evento, nel luogo dell'atterraggio fu inaugurato il "Parco dei conquistatori del Cosmo". 

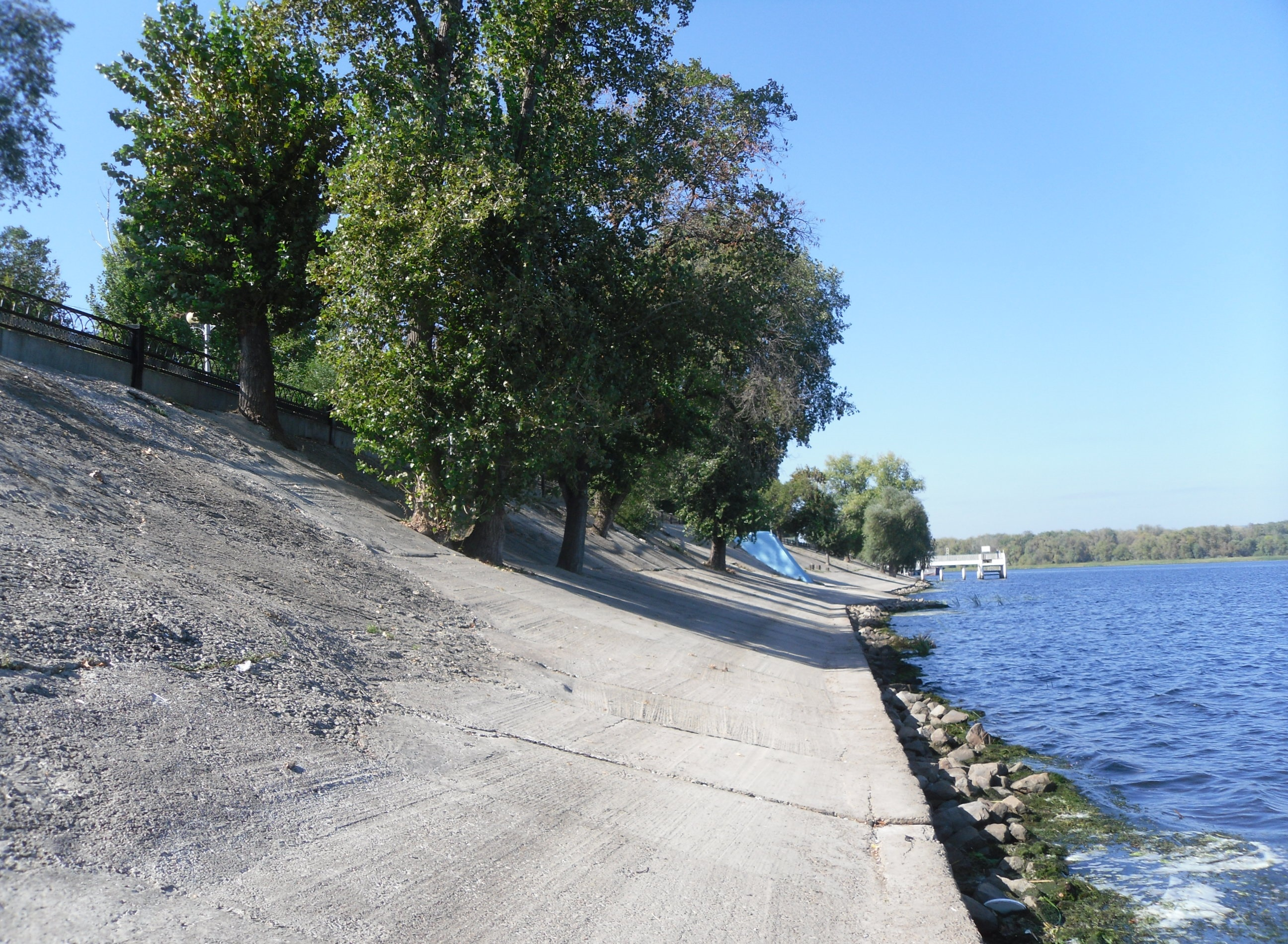
La riva del Volga
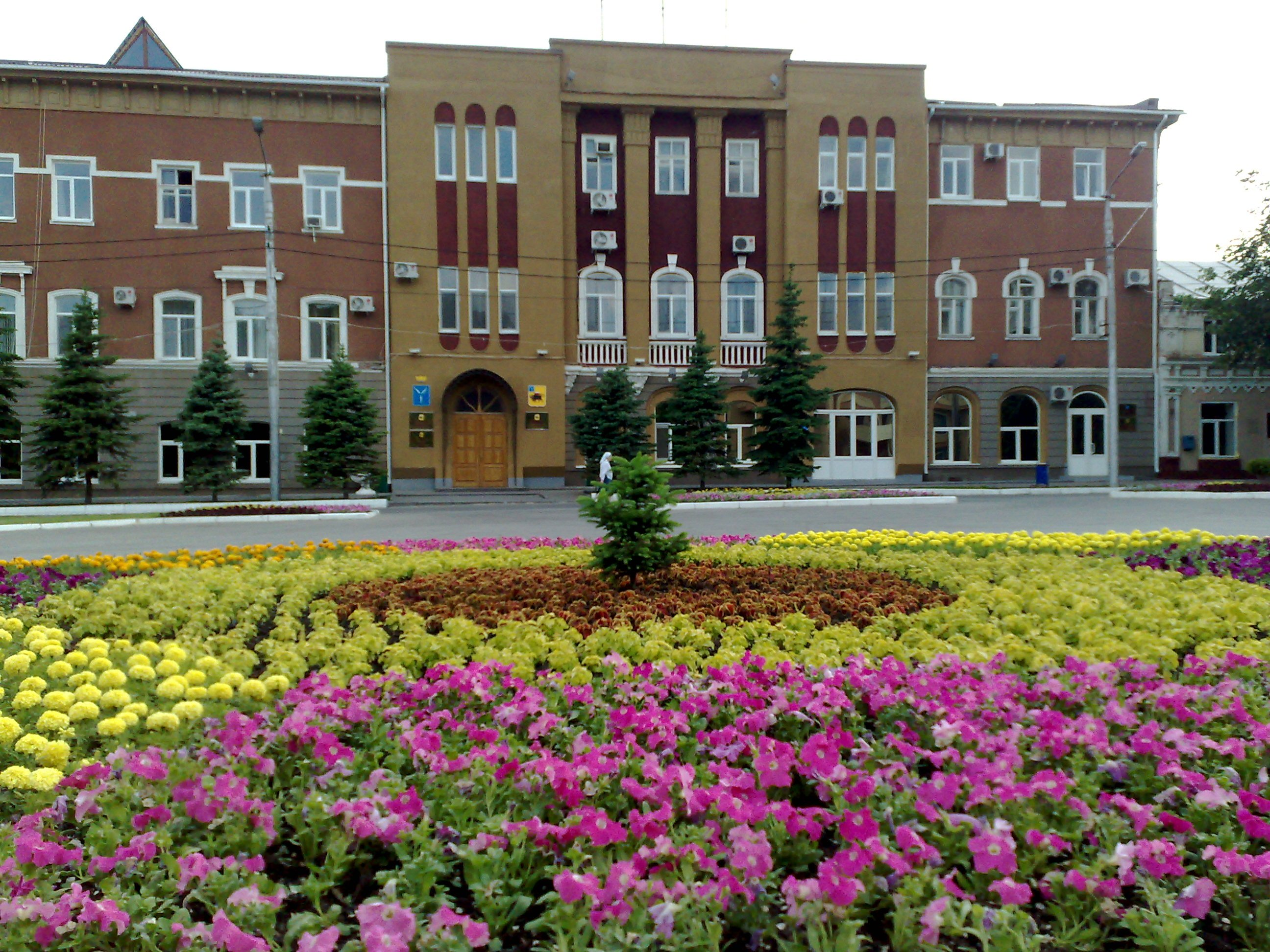
Edificio amministrativo
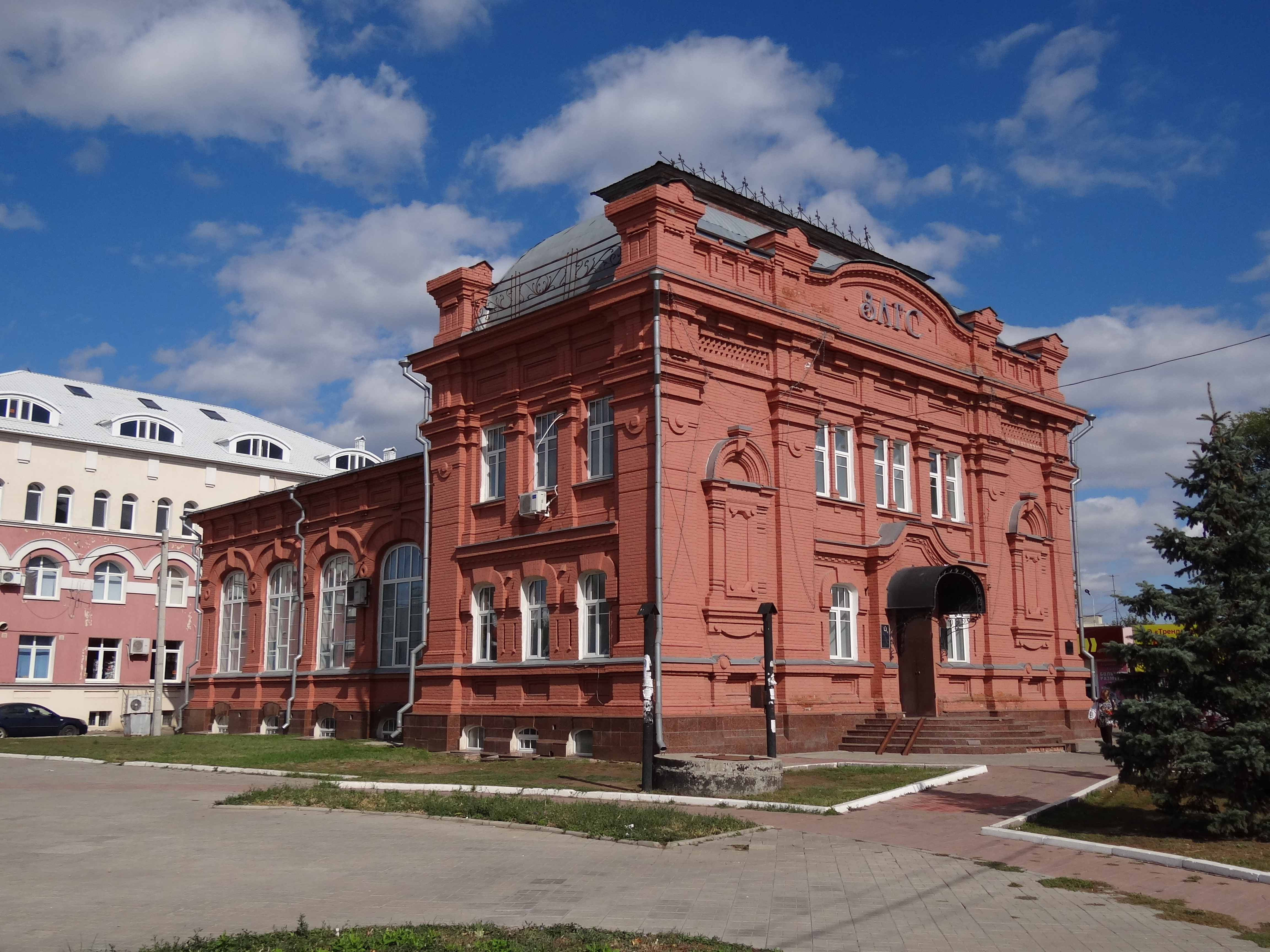
"Palazzo della borsa del grano", del 1909
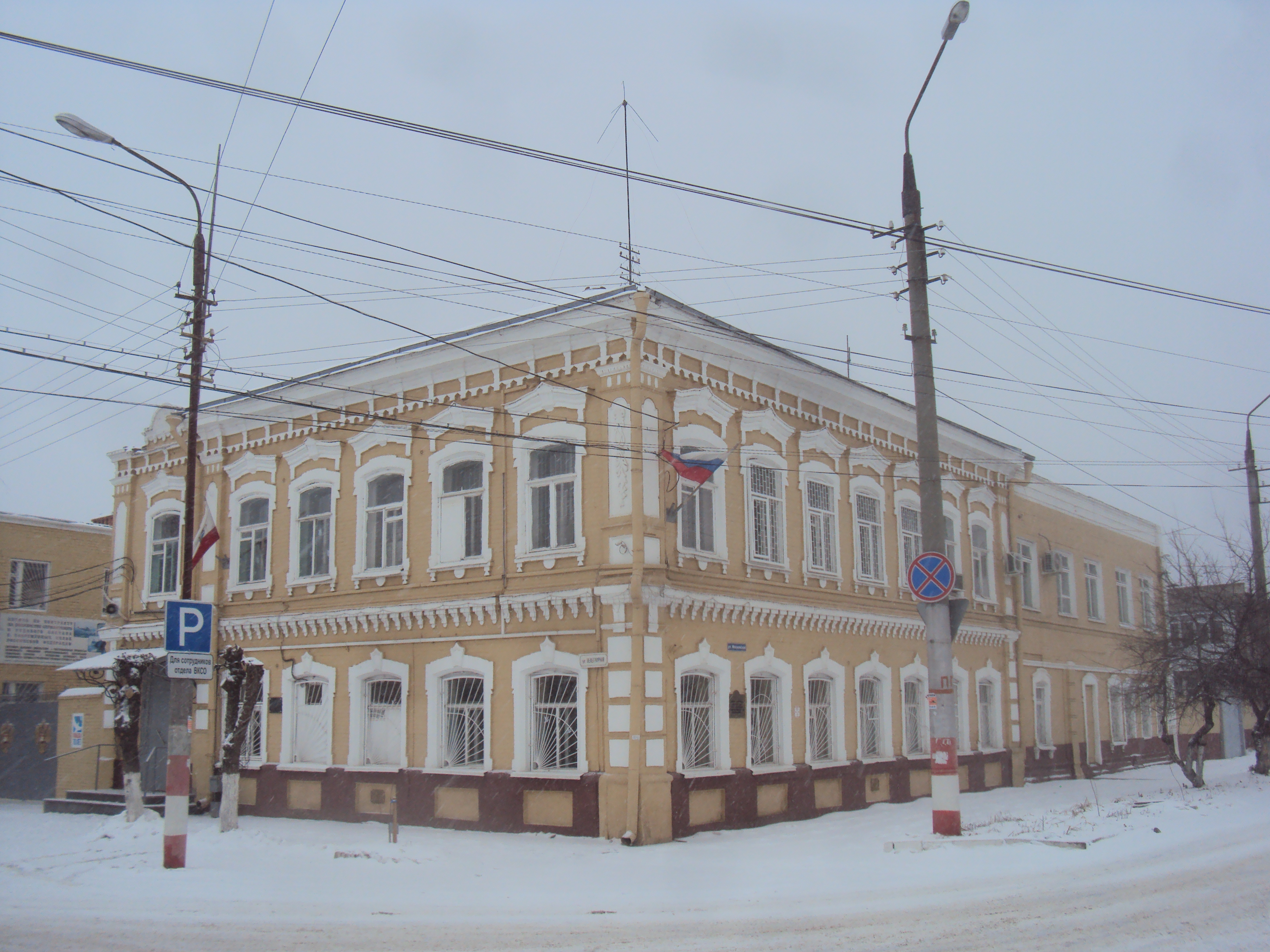
L'edificio in cui si formarono i reparti dell'Armata Rossa
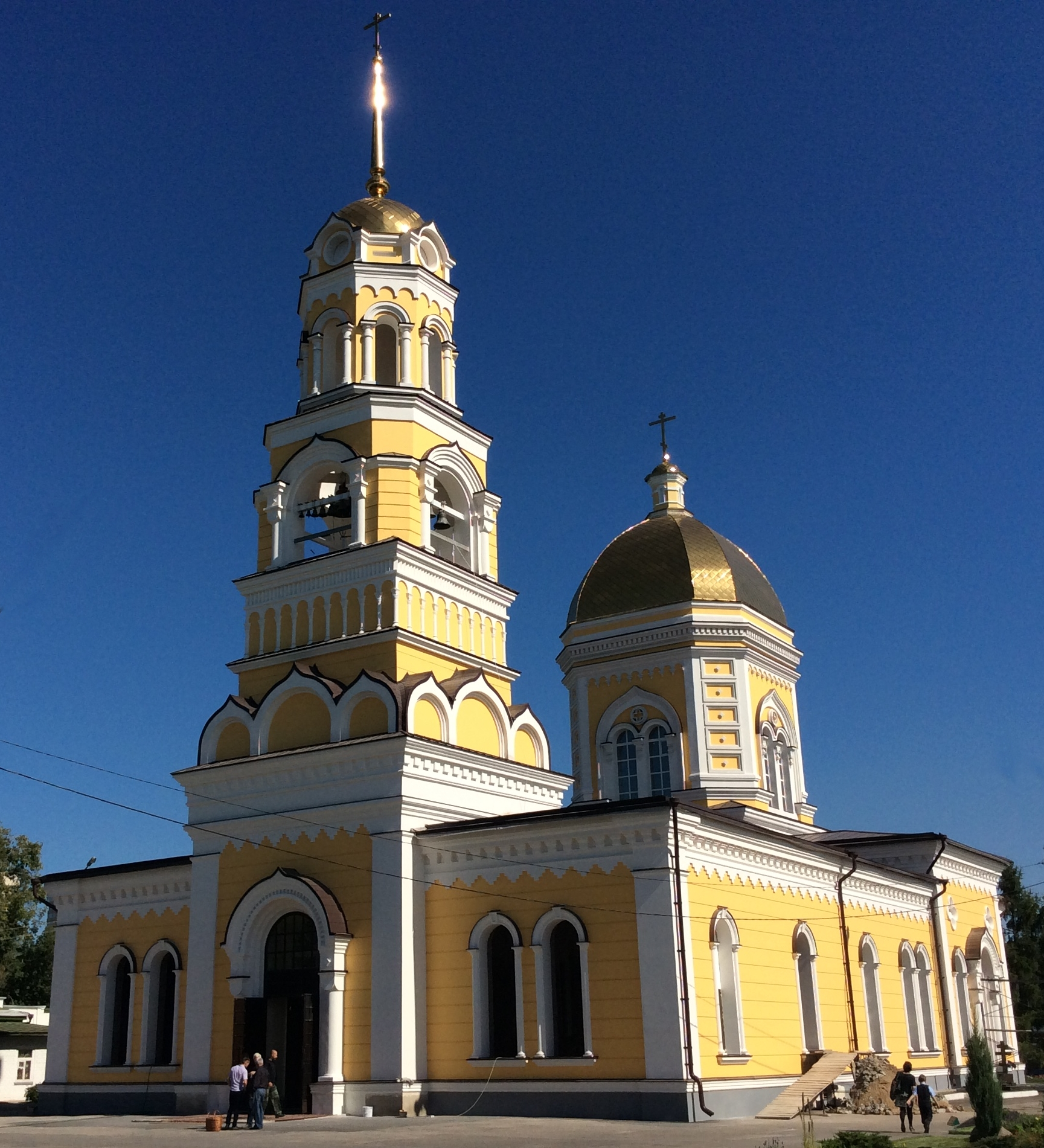
Cattedrale della Santissima Trinità
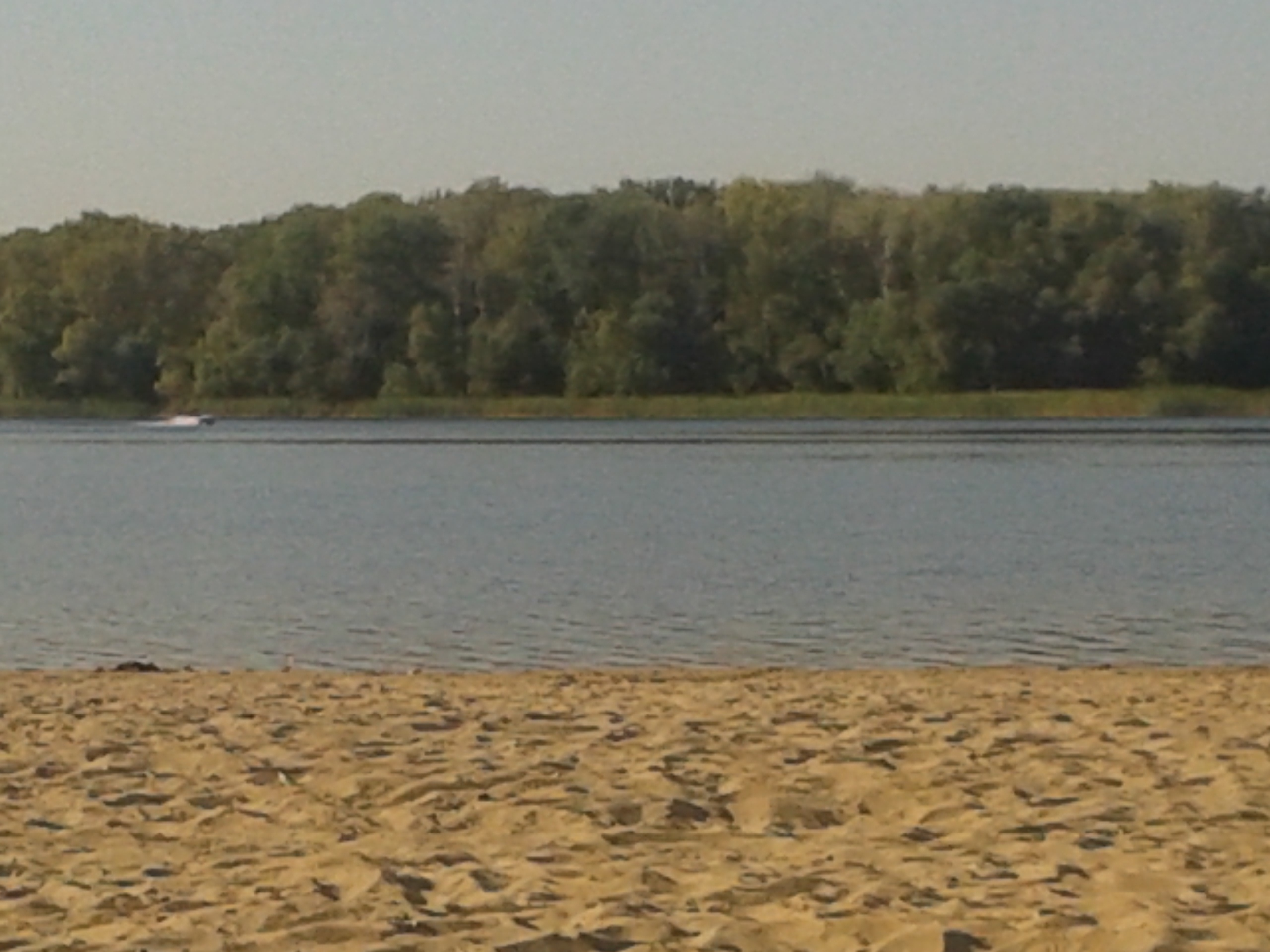
La spiaggia
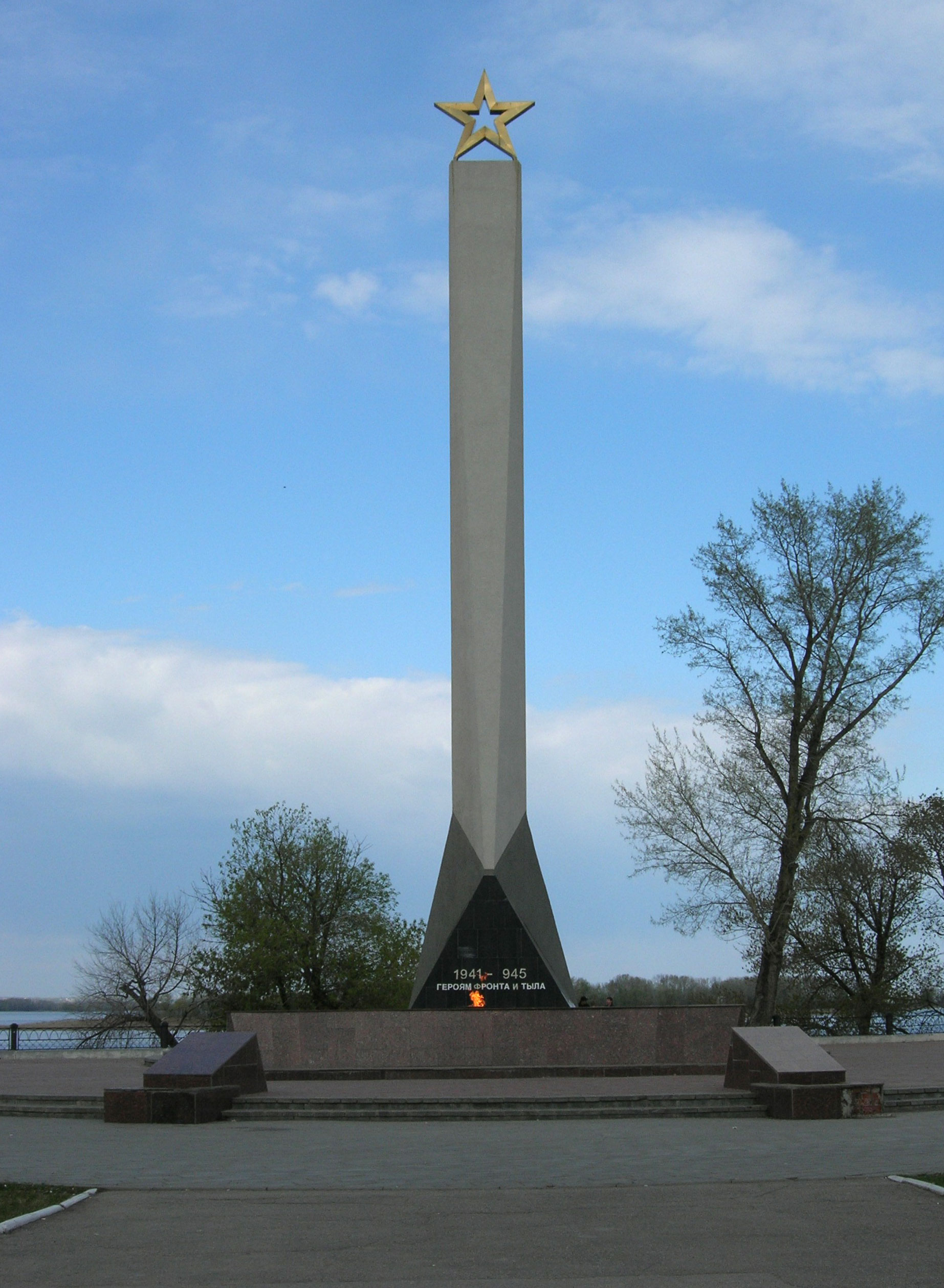
Memoriale della Grande Guerra Patriotica
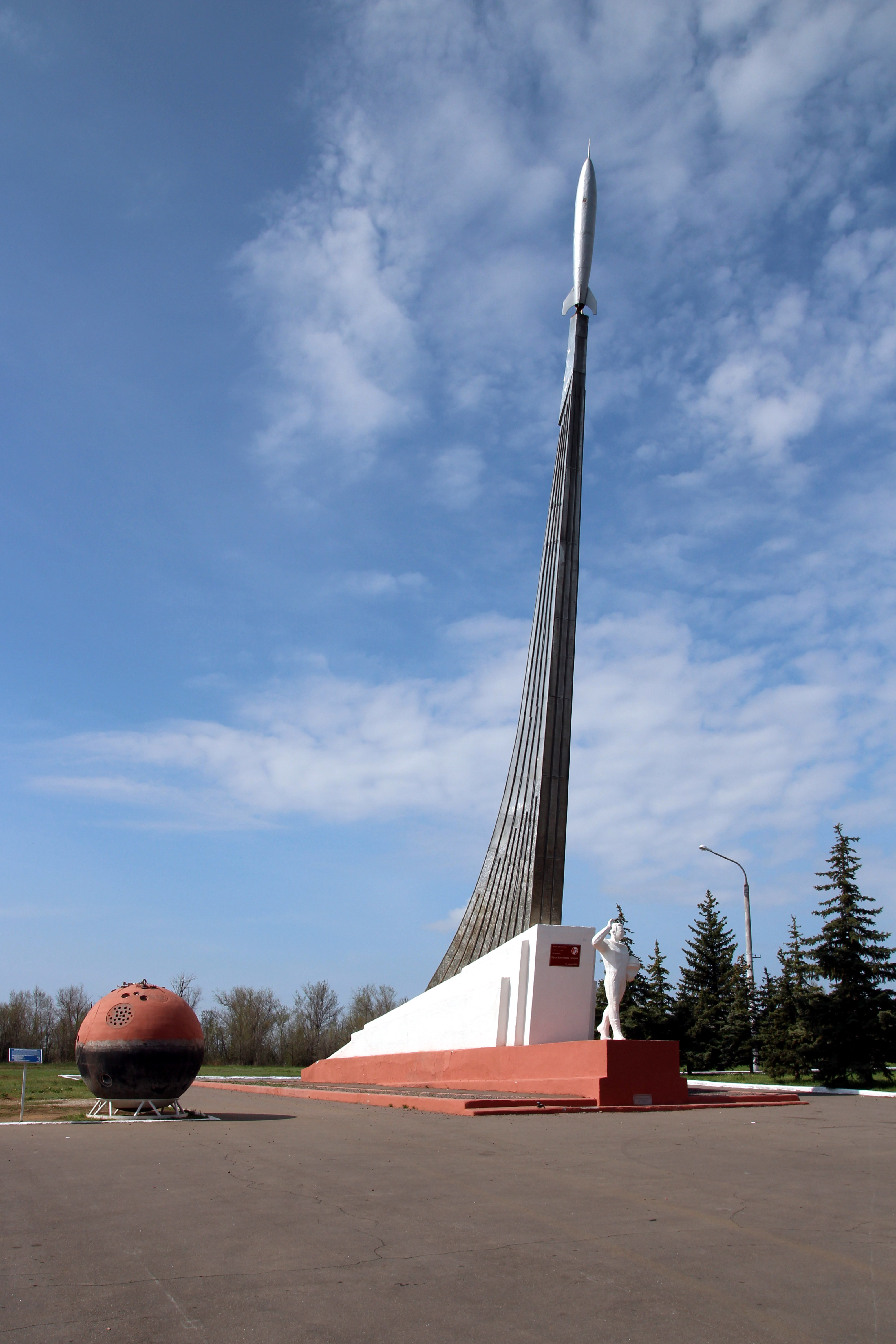
Parco dei conquistatori del Cosmo - Memoriale
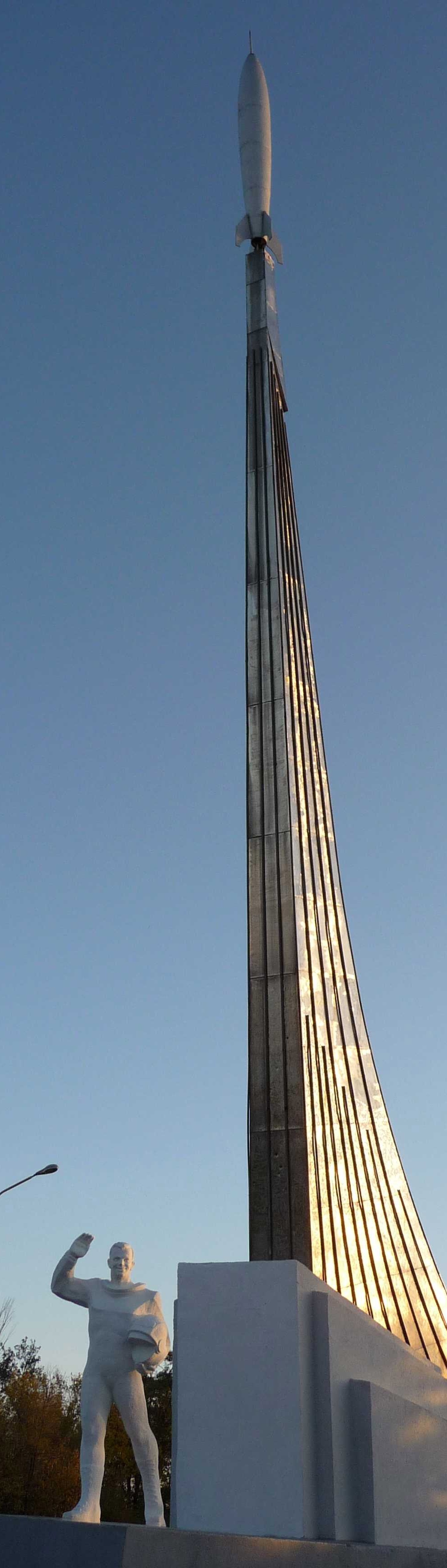
Parco dei conquistatori del Cosmo - Memoriale

## Economia
Engels è collegata per via ferroviaria ad Astrachan' a sud; vanta un porto fluviale che svolge una consistente attività commerciale di grano, legname e bestiame. L'industria è specializzata nel settore meccanico, tessile, conserviero e chimico.